# بلینی (غذا)
بلینی (به انگلیسی: Blini)، یک غذای پنکیک روسی است که از آرد و شیر و تخم مرغ درست می‌شود.
این نان گرد و نرم و نازک، چیزی است شبیه پن کیک انگلیسی.
برای تهیه بلینی می‌توان علاوه بر آرد گندم، از آرد جو، آرد گندم سیاه و آرد استفاده کرد.
بلینی را در هر سه وعده غذایی و معمولاً به سه شکل سرو می‌کنند:
1. خالی به عنوان نان شیرین،
2. با مربا و خامه و میوه‌های بوته ای یا انواع خاویار (به خصوص خاویار قرمز شور که در روسیه زیاد مصرف می‌شود)،
3. به صورت رولت گوشت با سس و پنیر و مخلفات (که بعضی وقت‌ها در روغن سرخ می‌شود).[۱]

## فرهنگ
بلینی نماد اصلی جشن ماسلنیتسا یا به عبارتی نوروز مردمان اسلاو (روسیه، اوکراین، بلاروس) است و مردم برای هم بلینی خانگی درست کرده و همدیگر را مهمان می‌کنند.